# 遊山直奇
遊山 直奇（ゆうやま なおき）は、日本の映像監督。

## 来歴・人物
オリジナルビデオ、配信動画など企画の脚本・演出。また自ら＜SFホラーの奇才と呼ばれる日本一のB級映画監督＞と名乗る。

## 不祥事
2021年8月6日、出演者からセクハラ・パワハラ被害をネット上で告発された。出演者によると、出演者に恋人がいるとわかると、遊山は「失恋した」として一方的に製作中止を伝えたという。これに対し、遊山はおおむね事実関係を認めるものの、映画の製作中止に関しては制作費や技術的な側面もあったと主張していた。しかし、後に関連ツイートを大量に削除し物議を醸した。

## 作品
出典

### 映像監督作品
- 逃走中/殺人ハンター - 脚本/監督
- 学校裏サイトホラーゲーム - 脚本/監督
- 2ちゃんねるの呪い Vol.8 - 脚本/監督
  - 2ちゃんねるの呪い/傑作選・怨霊篇 - 脚本/監督
- キョロザワールド～君の望む世界 - 監督
- 見てはいけない怨念動画 - 脚本/監督
- ほんとにあった!心霊実験のビデオ - 脚本/監督
- モンスターパニック！UMA ZONE 未確認生物ハンター - 脚本/監督
- 徳川埋蔵金伝説 大発掘プロジェクト2014～将軍家の暗号 - 脚本/監督
- 奇妙で奇怪な怪神話 - 脚本/監督
  - 奇妙で奇怪な怪神話2 - 脚本/監督
  - 奇妙で奇怪な怪神話3 - 脚本/監督
- 脱衣サバゲー - 脚本/監督
- 廃校でアイドルが心霊実験生放送 - 出演/監督
- ガール・ハンティング DEATH ZONE - 脚本/監督
  - ガール・ハンティング DEATH ZONE2 - 脚本/監督
- シルクロード商店街ぶらり歩き - 撮影/監督
- くノ一忍戦帖 - 脚本/監督
  - くノ一忍戦帖～赤い殺意 - 脚本/監督
  - くノ一忍戦帖～最後の戦い - 脚本/監督
- やめて。 - 脚本/監督
  - やめて。２ - 脚本/監督
  - やめて。３ - 脚本/監督
- メス猫 ～ キャットピープルの誘惑 - 脚本/監督
- シニモノ調査団 - 脚本/監督
- エクスタシー・リベンジ　～　香織　～（2018年）- 監督
- 古川いおりの妖艶美女の暴走する性欲 - 脚本/監督
- 二代目襲名：明日香 ～ 絡み合う愛欲と復讐 - 脚本/監督
- 推川ゆうりと卯水咲流の長身美脚痴女コンビのパワフルSEXライフ - 脚本/監督
- 超・時空変態人間　バック・トゥ・エクスタシー!! - 脚本/監督
  - 超・時空変態人間２　セクシータイム・アゲイン - 脚本/監督
- 霧島さくらの憧れのHカップボディ目指してヤリ直しイキまくりチン騒動 - 脚本/監督
- きみと歩実のムラムラ女医とエロエロナースの性交フルコース - 脚本/監督

### 参加作品
- ハード・リベンジ、ミリー - コンポジット
- 女子高生は改造人間 - コンポジット
- 斬/KILL - コンポジット
- ×ゲーム - VFX
  - ×ゲーム2 - VFX
- scope - 協力
- NHKスペシャル/光の偉人・陰の偉人 - コンポジット
- 日本で一番怖い話/江戸怪談 - VFX
- 脱出ゲーム・ゼロ - VFX
- 萌〜MEBAE - 助監督/VFX/出演
- 2ちゃんねるの呪い/劇場版 - VFX
- 五日市物語 - 予告製作
- 衝撃ファイル/日本のコワ〜イ女たち - 予告製作
- 牙狼-GARO--2ndシーズン - コンポジット
- 女優 - VFX
- 手話ダンス! with HANDSIGN - コンポジット
- JAPAN IN A DAY - 撮影
- スルー・ロマンス - 合成
- 劇場版：ほんとうにあった怖い話プレミアム〜呪いの動画 - 予告製作
- ほんとにあった!心霊写真〜呪縛 - 構成/演出
  - ほんとにあった!心霊写真〜戦慄 - 構成/演出
- ハダカの美奈子 - 合成
- グラフィティ!! - 編集/効果音
- なかまとはぐくむ - 合成
- 検証! 2ちゃんねるの呪い〜其之弐 - 出演
- リアル人狼ゲーム〜戦慄のクラッシュルーム - 合成
- 東京伝説〜恐怖の人間地獄 - 予告製作
  - 東京伝説〜歪んだ異形都市 - 予告製作
- 恋のプロトタイプ - 協力/合成
- 会津侍 若松っつんが行く～会津の四季・冬の陣 - イラストレーション
- 死臭 つぐのひ異譚 - 編集協力/合成/予告製作
- 空道チャンネル - 予告製作
- コープスパーティ - 合成
- 本当にあった 投稿 闇映像 13 - 監修
- 投稿 闇映像 DEEP 3 - 監修
  - 投稿 闇映像 DEEP 4 - 監修
  - 投稿 闇映像 DEEP 6 - 監修
- 怨霊恐怖動画15 - 合成
  - 怨霊恐怖動画16 - 合成
- 星に願いを - 合成
- 温泉童貞 快楽源泉かけ流し - 合成

### 小説ほか
- 永遠星（プロダクションI.Gマガジン読みきり）
- レイケイ 心霊捜査IN-SPEC.#1 黒い家
- 『S-Fマガジン』 「SF文庫総解説」 - 書評寄稿
- 『ドカント』180号（2017年8月16日） 〈アンダーグラウンド仕事人列伝〉「SF・ホラーの奇才はこうして生まれた」

### 洋画吹替・監督
- ウィッチ・アンド・ドラゴン
- エンカウンター 地球外侵略者
- ニューヨーク ザ・ギャング・シティ
- ルーク・ゴス ユア・ムーブ
- ザ・ファイブ 〜 残されたDNA

### ゲーム参加作品[4]
- 機動装甲ダイオン - グラフィックデザイン
- 全日本GT選手権 - グラフィックデザイン
- HAUNTEDじゃんくしょん 聖徒会バッジを追え！ - パズル原案・企画監修
- サイキックフォース パズル大戦 - グラフィックデザイン
- ロックマン&フォルテ 未来からの挑戦者 - メイン企画・デザイン
- 超時空要塞マクロス トゥルーラブソング - グラフィックデザイン
- ゴン太のおきらく大冒険 - メイン企画・グラフィックデザイン
- とことこトラブル 地球イタダキ！ - メイン企画・デザイン
- 焼肉奉行 ボンファイア! - 企画